# Aproximación frustrada

Carta aeronáutica con información sobre la aproximación instrumental a un aeropuerto. En color rojo, se pueden ver las instrucciones de aproximación frustrada.

Un procedimiento de aproximación frustrada es una maniobra que realiza un piloto cuando una aproximación instrumental no se puede finalizar en un aterrizaje. Normalmente, el piloto al mando es el encargado de determinar si la aeronave ha alcanzado la altura de decisión (en aproximaciones de precisión) o el punto de aproximación frustrada (en aproximaciones de no precisión), cuando la pista de aterrizaje o su entorno no están a la vista o cuando no se puede realizar un aterrizaje en condiciones seguras por cualquier motivo. 
En este caso, la aproximación instrumental debe interrumpirse para pasar inmediatamente a ejecutar la maniobra de aproximación frustrada.
El procedimiento de aproximación frustrada normalmente indica una dirección o una ruta a seguir y una altitud a la que se debe subir, y por lo general, con unas instrucciones de cómo mantenerse a la espera. El piloto deberá informar por radio al control de tráfico aéreo del inicio de la aproximación frustrada tan pronto como le sea posible. El control de tráfico aéreo puede simplemente dar acuse de recibo o modificar las instrucciones de aproximación frustrada, por ejemplo, dando vectores hacia un punto de referencia. Posteriormente el control de tráfico aéreo puede dar autorización para un nuevo intento de aproximación al mismo aeropuerto o en cambio, desviar a la aeronave a un aeropuerto alternativo.